# Simon Špilak
Simon Špilak (Tišina, 23 de junio de 1986) es un ciclista esloveno que fue profesional entre 2005 y 2019.

## Trayectoria

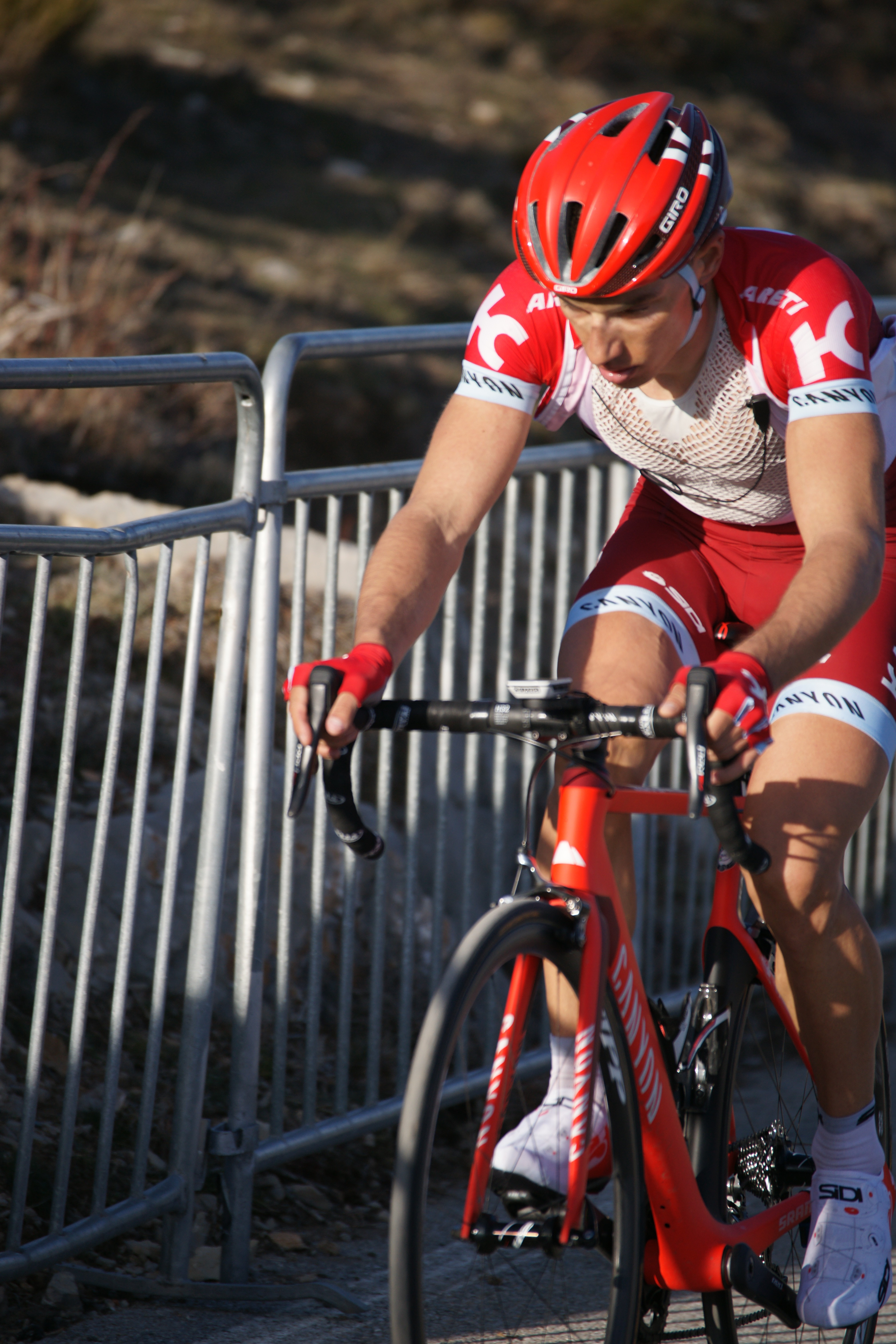
Simon Spilak Madone d'Utelle 2016

Un año antes de subir al profesionalismo, como amateur en el 2004, se hizo con las victorias en la Liège-La Gleize y en el G. P. Général Patton.
En el Mundial 2005 fue declarado no apto y no pudo por tanto participar en la prueba, después de haber presentado al igual que su compatriota Vladimir Kerkez una tasa de hematocrito superior a la permitida.
Durante el Gran Premio de Lugano de 2010 Simon fue atropellado, sin graves consecuencias, por el tercer coche de un equipo que circulaba en dirección contraria. Spilak y una veintena de corredores, decidieron protagonizar un plante de protesta al organizador, ante la inseguridad del recorrido de la prueba suiza.
Era un destacado especialista en carreras de una semana, sin embargo no consiguió destacar nunca en las tres grandes vueltas, las cuales tenía pactadas con su equipo no correrlas, por decisión personal.
En octubre de 2019 anunció su retirada como ciclista profesional.

## Palmarés
2006
- Porec Trophy 1

2007
- La Côte Picarde

2009
- 1 etapa del Tour de Eslovenia

2010
- Tour de Romandía, más 1 etapa

2013
- Gran Premio Miguel Induráin
- 1 etapa del Tour de Romandía
- Gran Premio de Fráncfort

2014
- 1 etapa del Tour de Romandía
- 1 etapa del Critérium del Dauphiné
- 1 etapa de la Arctic Race de Noruega

2015
- Vuelta a Suiza

2017
- Vuelta a Suiza, más 1 etapa

## Resultados en Grandes Vueltas y Campeonatos del Mundo
| Carrera         | Carrera         | 2005 | 2006 | 2007 | 2008 | 2009  | 2010 | 2011  | 2012 | 2013 | 2014 | 2015 | 2016 | 2017 | 2018 | 2019 |
| --------------- | --------------- | ---- | ---- | ---- | ---- | ----- | ---- | ----- | ---- | ---- | ---- | ---- | ---- | ---- | ---- | ---- |
|                 | Giro de Italia  | —    | —    | —    | 48.º | —     | —    | 117.º | —    | —    | —    | —    | —    | —    | —    | —    |
|                 | Tour de Francia | —    | —    | —    | —    | 109.º | Ab.  | —     | —    | —    | Ab.  | —    | —    | —    | —    | —    |
|                 | Vuelta a España | —    | —    | —    | —    | —     | —    | —     | —    | —    | —    | —    | —    | —    | —    | —    |
| Mundial en Ruta | Mundial en Ruta | —    | —    | —    | —    | —     | 31.º | —     | —    | —    | —    | —    | —    | —    | Ab.  | —    |

—: no participa

Ab.: abandono

## Equipos
- KRKA/Adria Mobil (2005-2007)
  - KRKA-Adria Mobil (2005)
  - Adria Mobil (2006-2007)
- Lampre (2008-2011)
  - Lampre (2008)
  - Lampre-N.G.C. (2009)
  - Lampre-Farnese Vini (2010)
  - Lampre-ISD (2011)
- Katusha (2012-2019)
  - Team Katusha (2012-2016)
  - Team Katusha-Alpecin (2017-2019)